# Am Ende dieses Sommers
Am Ende dieses Sommers ist ein Roman von Carolyn Haines. Dies war der Erstlingsroman der Schriftstellerin aus dem amerikanischen Süden.

## Daten
Der Roman erschien im Originaltitel unter Summer of the Redeemers (= Sommer der Erlöser) im Jahr 1994. Die deutsche Erstveröffentlichung als Taschenbuch war 1997 in einer Übersetzung von Christa Schuenke. Neben dem kriminellen Aspekt ist es auch ein Buch über das Erwachsenwerden.

## Inhalt
Das Buch spielt in den 1960er Jahren in den Südstaaten der USA und beschreibt die totale Veränderung der Lebensumstände zweier Mädchen. Die 13-jährige Rebekka Rich, deren liberale Eltern sich in den ersten Kämpfen der Bürgerrechtsbewegung engagieren,  und ihre beste Freundin Alice Waltman sehen in den Sommerferien sechs alte Schulbusse mit grauen, traurigen Gestalten. Sie sind von der Blut-des-Erlösers-Gemeinde und fahren zu einem Pfarrhaus mit Kirche Friedhof in der Nähe.(?)
Einige Tage danach zieht Nadine Andrews in ein nahe gelegenes Gehöft, eine junge Frau mit Hunden, Katzen und neun Pferden. Bekka freut es, denn sie kann bei Nadine reiten lernen.
Außerdem versucht Bekka, meist mit Alice und ihrem Hund Picket, die Erlöser-Gemeinde auszuspionieren. Als die Gemeinde also eines Tages nach Hattiesburg fährt, um dort für mehrere Tage zu bleiben, nutzen Bekka und Alice ihre Chance. Sie wollen sehen, was es mit der Legende vom Cry Baby Creek, wo vor zwanzig Jahren ein Baby von einer jungen Mutter namens Selena ertränkt wurde, auf sich hat. Das Weinen des Babys soll noch heute in klaren Vollmondnächten im Sommer zu hören sein. Tatsächlich hören sie das Wimmern und sehen den Geist von Selena.
Und hat Bekka Angst (?), Alice möchte nicht über dieses Erlebnis reden. Die mysteriösen Geschehnisse häufen sich und Bekka verdächtigt die Erlösergemeinde. Eines Tages verschwindet eine von Alices kleineren Geschwistern. Schließlich stellt sich heraus, dass Nadine an allem Schuld hat, sie hatte das Baby entführt und nachdem es ihr zu viel geschrien hatte, im Cry Baby Creek ertränkt. Es stellt sich auch heraus, dass sie Selena war, der mysteriöse Geist. Im Laufe dieses Sommers entdeckt der Teenager den Verkauf von Babys, das Schlagen von Kindern, die Folter von Tieren, die Verführung Minderjähriger und schließlich die Ermordung eines unschuldigen Kindes.

## Rezension
In einer Rezension heißt es: „Haines’s evocation of a particular place and time are certainly masterful, but her melodramatic plot is severely hindered by her narrator’s early-adolescent point of view.“ (Haines Beschwörung von einem bestimmten Ort und Zeit werden sicherlich meisterhaft dargestellt, aber ihre melodramatische Handlung ist stark von der Erzählweise aus der jugendlichen Sicht behindert.)